# Indirana semipalmata
Indirana semipalmata es una especie de anfibios anuros de la familia Ranixalidae, endémica del sur de los Ghats occidentales (India). Es conocida como rana del sur de la India.

## Descripción
La longitud de su cuerpo con la cabeza alcanza 35 a 36 mm. Cada pata traseras sin pies alcanzan la misma longitud. El primer dedo es ligeramente más largo que el segundo. Es predominantemente de color marrón, con la garganta y el pecho moteados y de color más claro. Las sienes y los lados de los ojos (las regiones temporal y loreal) son negros. Una banda oscura también está presente entre los ojos en la parte superior de la cabeza. Las extremidades poseen franjas oscuras trasversales. La piel presenta pliegues glandulares longitudinales cortos en la espalda, mientras que en la superficie inferior, es suave. El hocico es romo, el pliegue por encima del canto es fácilmente visible. Los ojos son relativamente grandes, el tímpano está bien desarrollada y tiene aproximadamente el mismo tamaño que el ojo.
El moco de sus espaldas viscosas contiene un péptido con propiedades antivirales, que puede eliminar el virus de la gripe.

## Hábitat
Vive en los bosques tropicales húmedos y pantanos, entre los 200 y los 1.100 m s. n. m. Es una especie terrestre que se encuentra entre la hojarasca y la vegetación ripariana. Se reproduce durante el monzón. La cría se realiza en las rocas húmedas, y las larvas se encuentran en la superficie de las rocas húmedas junto a los arroyos. Los renacuajos semitransformados se encuentran en las hojas mojadas y basura y son capaces de saltar con sus patas traseras.